# Canigó 1883
Canigó 1883, coneguda també com a Canigó 1883: La llegenda pirinenca de Jacint Verdaguer, és una pel·lícula documental de 2023, dirigida per Albert Naudín i escrita per Naudín i Bernat Gasull i Roig.
El film recrea la història de l'ascens de Verdaguer, amb 38 anys, i un pastor, per la xemeneia del puig del Balaig i assolir el cim més alt de la muntanya del Canigó. És protagonitzada per l'actor Lluís Soler i Auladell, que interpreta el poeta de vell, Santi Pocino com al poeta de jove, Sílvia Bel i Busquet com a fada Flordeneu i Xavier Boada com a Jaume Collell, l'amic íntim de Verdaguer.
La preestrena de la pel·lícula fou en diferents espais: BBVA Torelló Mountain Film Festival (18 de novembre), ETC de Vic (27 de novembre), Fira Indilletres de la Bisbal d'Empordà (2 de desembre), Cinema de l'Art de Cambrils (14 de desembre) i Cinemes Girona (17 de gener). El 26 de gener de 2024 s'estrenà oficial a sales de cinema de Catalunya i Andorra, i a les 22:05 hores del 9 de gener de 2025 al programa El documental del canal de televisió El 33 i a la plataforma digital 3Cat, ambdós de la Corporació Catalana de Mitjans Audiovisuals. En ocasió de l'estrena a Televisió de Catalunya, els guionistes van anunciar que havien estat treballant amb l'il·lustrador Toni Térmens per publicar una adaptació en còmic de cara a l'octubre.